# McMichael Canadian Art Collection
McMichael Canadian Art Collection, fr. Collection McMichael d’art canadien – muzeum sztuk pięknych położone w Kleinburg (obszar metropolitalny Toronto). Jest jedyną publiczną galerią w Kanadzie poświęconą wyłącznie sztuce tego kraju. Zbiory galerii obejmują około 6000 prac, w tym obrazy Toma Thomsona i członków Grupy Siedmiu, a także współczesnych im twórców. W skład kolekcji wchodzą też prace wykonane przez Indian, Inuitów oraz innych artystów, którzy wnieśli wkład do dziedzictwa artystycznego Kanady. Galerię odwiedza rocznie ok. 100 000 gości.

## Historia
Pomysł założenia muzeum sztuki wyszedł od Roberta i Signe McMichael, którzy w 1952 zakupili 10 akrów (ok. 40460 m²) ziemi w miejscowości Kleinburg, w Ontario i zbudowali przytulny dom w stylu pionierskim, który nazwali "Tapawingo" (wyraz oznaczający "miejsce radości").
Zauroczeniem Roberta i Signe McMichael miejscem, w którym zbudowali swój dom, wywołało u nich zainteresowanie wyrazistymi pejzażami pędzla Toma Thomsona i członków Grupy Siedmiu. W 1955, za 250 dolarów, nabyli swój pierwszy obraz, małą tabliczkę Lawrena Harrisa, Rzeka Montreal. Ich kolekcja z biegiem lat rosła. Znalazły się w niej prace Toma Thomsona, Arthura Lismera, J.E.H. MacDonalda, Fredericka Varleya, Franklina Carmichaela, A.Y. Jacksona, A.J. Cassona, LeMoine Fitzgeralda, Edwina Holgate’a, Emily Carr, Davida Milne’a oraz liczne dzieła sztuki wykonane przez kanadyjskich Indian i Eskimosów.
Robert i Signe McMichael poznali osobiście 6 z 10 artystów, którzy byli członkami Grupy Siedmiu podczas jej 12-letniej historii (1920–1932); A.J. Casson, Frederick Varley, Arthur Lismer i Edwin Holgate odwiedzili Kleinburg, a A.Y. Jackson spędził tu ostatnie 6 lat swego życia.

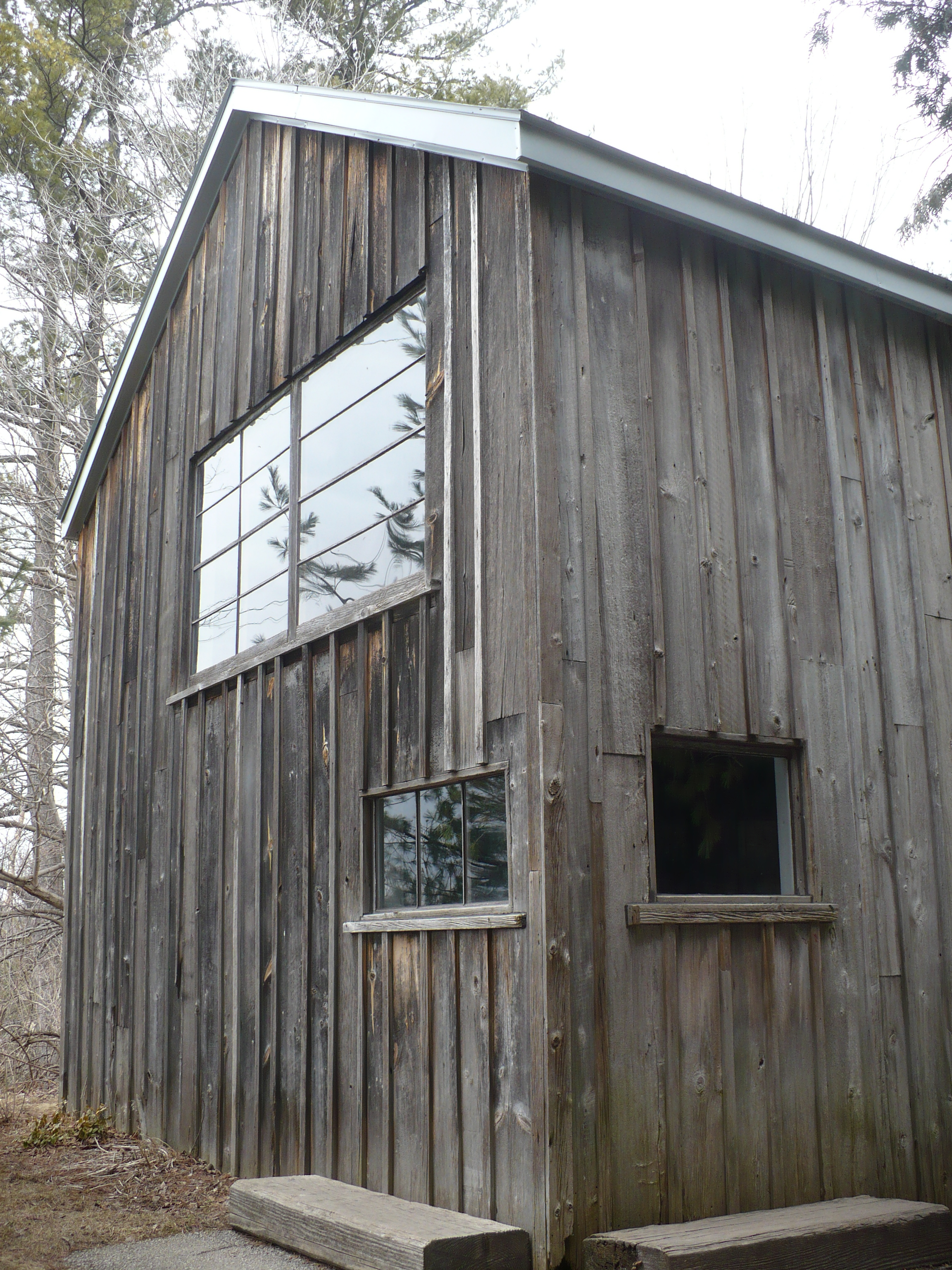
Szopa Toma Thomsona

Wiele ważnych dzieł w kolekcji zostało nabytych bezpośrednio od artystów lub ich spadkobierców. W 1962 Robert i Signe McMichael zakupili i umieścili na terenie galerii małą szopę należącą do Toma Thomsona, który spędzał w niej zimy w Wąwozie Rosedale koło Toronto.

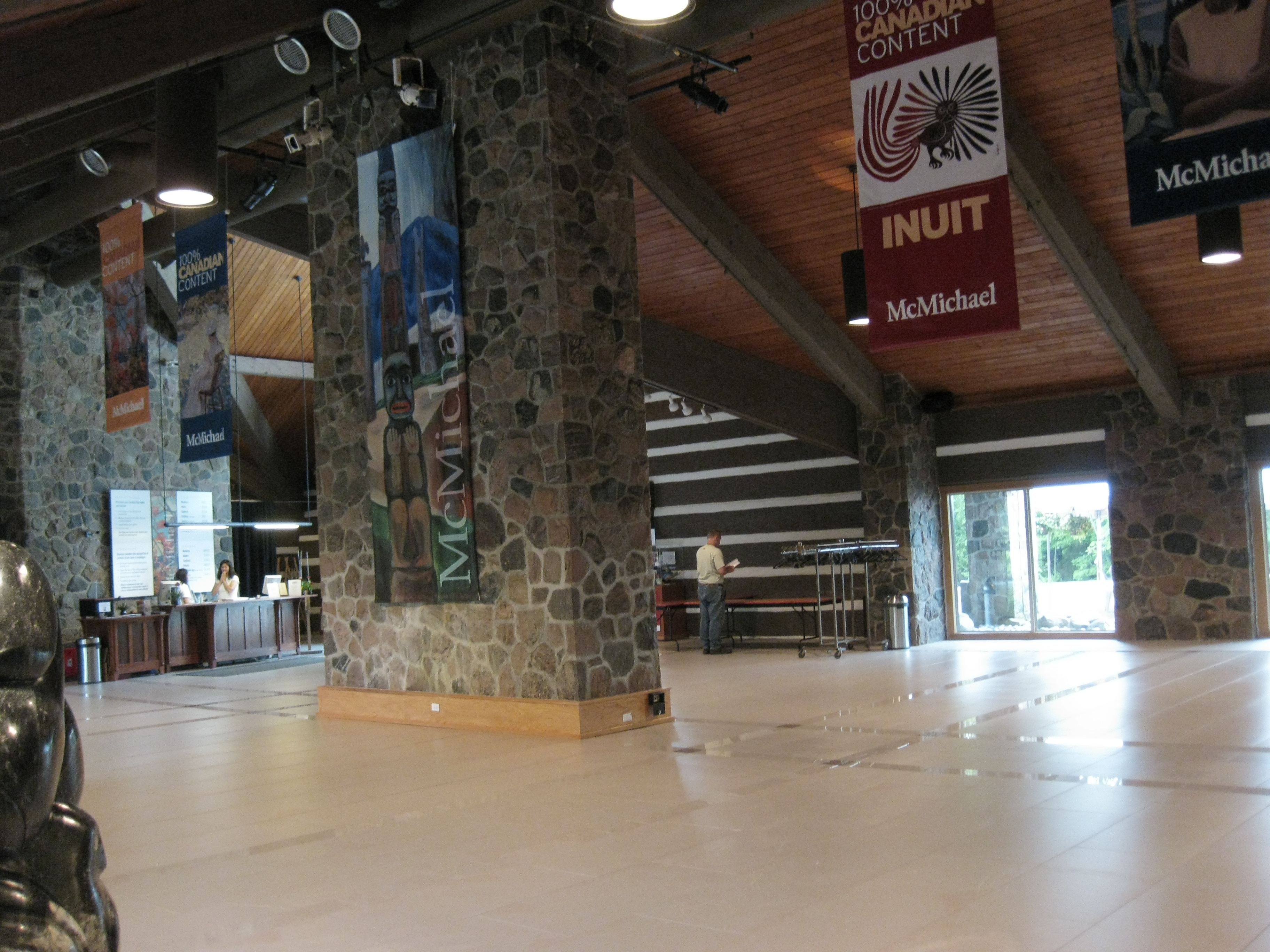
Wnętrze galerii

Kolekcja Roberta i Signe McMichael nadal szybko rosła i na początku lat 60. zaczęli oni poważnie myśleć o utworzeniu galerii publicznej. W 1964 zgodzili się przekazać swój dom, teren i kolekcję dzieł sztuki na rzecz prowincji Ontario. 18 listopada 1965 podpisali historyczne porozumienie ws. darowizny z premierem prowincji Ontario Johnem Robartsem. W lipcu następnego roku otwarto McMichael Conservation Collection of Art.
W ciągu następnych dwóch dekad zbiory i budynek uległy znacznemu powiększeniu. W 1981, kiedy Robert i Signe McMichael przechodzili na emeryturę, ich kolekcja obejmowała ponad 2000 dzieł sztuki.
Dziś stała kolekcja McMichael Canadian Art Collection obejmuje 5500 dzieł, co sprawia, iż McMichael Canadian Art Collection jest jedną z największych galerii publicznych w Kanadzie.

## Zbiory muzeum

### Grupa Siedmiu
W pierwszych dekadach XX w. kilku artystów podjęło wspólne zadanie zgłębiania poprzez sztukę unikalnego charakteru kanadyjskiego krajobrazu i utrwalania go za pomocą specyficznego stylu. Styl ten oderwali się następnie od tradycji europejskiej i zaczął odzwierciedlać rosnąca świadomość narodową, a namalowane obrazy stały się symbolem kanadyjskości. Ich twórcy należą dziś do najsłynniejszych artystów Kanady.

### Sztuka Pierwotnych Narodów
W McMichael Canadian Art Collection zawsze uznawano istotny wkład wniesiony do artystycznego i kulturowego dziedzictwa Kanady przez artystów Pierwotnych Narodów.
Ich sztuka obejmuje wiele form: sztukę tradycyjną, obrzędową lub religijną, użytkową, a także sztukę współczesną. Muzeum koncentruje swoją działalność ma gromadzeniu raczej dzieł sztuki współczesnej niż tradycyjnej. W drugiej połowie XX w. nowe trendy w sztuce współczesnej zapoczątkowali tacy artyści jak: Joseph Jacobs, Alex Janvier i Norval Morrisseau, Daphne Odjig, Carl Ray, Allen Sapp i Bill Reid. Artyści Pierwotnych Narodów tworzą swoje dzieła w różnych stylach i technikach zapożyczając elementy z tradycji zachodniej, jak kubizm czy ekspresjonizm abstrakcyjny, ale też szukając inspiracji w rodzimej tradycji, w legendach i wierzeniach duchowych. Prace takich twórców jak Carl Beam, Gerald McMaster i Jane Ash Poitras są często społeczno-politycznymi komentarzami do aktualnych wydarzeń. W ostatnich latach daje się zaobserwować wykorzystanie nowych form sztuki jak fotografia, instalacja, performance czy asamblaż.

### Sztuka Inuitów
Kolekcja sztuki Inuitów w McMichael Canadian Art Collection przyciąga corocznie zarówno kolekcjonerów, jak i studiujących sztukę i kulturę Eskimosów. Galeria gromadzi i prezentuje sztukę współczesną Eskimosów w całej jej różnorodności, zarówno w formie kolekcji stałej jak i wystaw specjalnych. W zbiorach znajdują się obrazy, grafiki, rysunki i rzeźby stworzone przy użyciu różnych materiałów. Zbiory uzupełnia, na zasadzie długoterminowego wypożyczenia, ok. 100 000 rysunków, grafik i rzeźb z West Baffin Eskimo Co-operative Ltd., z siedzibą w Cape Dorset.

### Sztuka współczesna
Dział sztuki współczesnej obejmuje na ogół twórczość trzech-czterech ostatnich dekad. Artyści współcześni tworzą swoje dzieła poprzez reinterpretację przeszłości lub łączenie tradycyjnych form sztuki. Niektórzy z nich próbują przekraczać granice percepcji widza, czy to poprzez kwestionowanie jego postaw i oczekiwań, czy też za pomocą łączenia mniej tradycyjnych mediów, technik i technologii, inni poprzez swoje dzieła wyrażają krytyczną analizę współczesnego życia. Kolekcja sztuki współczesnej nieustannie rozwija się i ewoluuje. W zbiorach sztuki współczesnej obok dzieł artystów Pierwotnych Narodów jak Carl Beam i Jane Ash Poitras znajdują się także obrazy Willa Gorlitza czy instalacje Faye HeavyShield.

### Ogród rzeźby
W skład stałej kolekcji tego działu wchodzi dziewięć rzeźb ofiarowanych przez Ivana Eyre. Artysta ten jest chyba najbardziej znany z wielkich krajobrazów i obrazów mitologicznych. Jego rzeźby, podobnie jak jego rysunki, są kompleksową syntezą wielu wpływów zachodnich i innych. Kariera Eyre odznacza się długą listą nagród i wyróżnień. W 1988 jego wystawa "The Personal Mythologies/Images of the Milieu" zainaugurowała otwarcie nowego gmachu National Gallery of Canada w Ottawie. W 1998 w Winnipeg otwarto Pavilion Gallery and Museum, w którym całe trzecie piętro poświęcono rotacyjnej wystawie jego obrazów, rysunków i rzeźb.
Od 7 maja do 14 sierpnia 2011, z okazji nowego daru artysty, McMichael Canadian Art Collection zorganizował poświęconą mu wystawę "Ivan Eyre: Sculpture In Context".